# Waggon Road Cemetery
Waggon Road Cemetery is een Britse militaire begraafplaats met gesneuvelden uit de Eerste Wereldoorlog, gelegen in de Franse gemeente Beaumont-Hamel (departement Somme). De begraafplaats werd ontworpen door William Cowlishaw en ligt in het veld op een kilometer noordelijk van het dorpscentrum van Beaumont. Ze heeft een nagenoeg vierkantig grondplan met een oppervlakte van 581 m² en wordt omgeven door boordstenen en een haag. Het Cross of Sacrifice staat in de zuidelijke hoek. De graven liggen dicht bij elkaar in zes evenwijdige rijen. De begraafplaats wordt onderhouden door de Commonwealth War Graves Commission.
Er liggen 195 Britten begraven waaronder 36 niet geïdentificeerde. 
Ongeveer 280 m noordelijker ligt de Munich Trench British Cemetery.

## Geschiedenis
In november 1916 werd Beaumont-Hamel bij de Slag bij de Ancre ingenomen door de Britten. De meerderheid van de slachtoffers vielen in die strijd en 46 van hen behoorden tot het 11th Battalion van het Border Regiment, dat zowel in juli als november 1916 aan de Ancre vochten. Na de Duitse terugtrekking achter de Hindenburglinie in het voorjaar van 1917 werd het slagveld door het Britse V Corps opgeruimd en werd de begraafplaats aangelegd onder de naam V Corps Cemetery No.10. 

## Graven

### Onderscheiden militairen
- William Thomas, sergeant bij de King's Own Yorkshire Light Infantry, Joshua Hardisty, sergeant bij het Border Regiment en J. Crawford, soldaat bij de Highland Light Infantry werden onderscheiden met de Military Medal (MM). Zij sneuvelden op 18 november 1916.

### Minderjarige militairen
- Eddie Fisher, onderluitenant bij het East Lancashire Regiment en W.H. Mighall, soldaat bij het Machine Gun Corps (Infantry) waren slechts 17 jaar toen ze sneuvelden.